# Панашенко Віра Василівна
Віра Василівна Панашенко (5 лютого 1936, Васильків) — український історик, дослідниця історії України XVII-XVIII століть, зокрема палеографії, політично-адміністративного устрою українських земель, історії козацтва, боротьби проти зовнішніх ворогів, структури соціальної еліти суспільства, освіти, культури.

## Біографія
Народилася 5 лютого 1936 року в місті Василькові. У 1959 році закінчила історичний факакультет Київського державного університету. У 1953–1959 роках завідувала бібліотекою села Кожухівки Васильківського району. У 1959–1967 роках — старший бібліотекар, завідувач відділу рідкісних книг Державної історичної бібліотеки УРСР. У 1967–1970 роках — аспірантка, а у 1970–1999 роках — науковий співробітник, старший науковий співробітник відділу історії України середніх віків Інституту історії України НАН України. У 1970 році під керівництвом доктора історичних наук В. А. Дядиченка захистила кандидатську дисертацію на тему: «Палеографія українського скоропису другої половини XVII ст. (На ділових матеріалах Лівобережної України)».
Нагороджена Грамотою Президії Верховної Ради УРСР, медалями.

## Праці
Автор понад 200 праць. Серед них:
- Україна — козацька держава. — К., 2004 (у співавторстві);
- Полководці Війська Запорізького. — Кн. 1. — К., 1998 (у співавторстві);
- Національно-визвольна війна українського народу середини XVII ст.: Політика, ідеологія, військове мистецтво. — К., 1998;
- Полкове управління в Україні (середина XVII–XVIII ст.). — К., 1997;
- Соціальна еліта Гетьманщини. — К., 1995;
- Володарі гетьманської булави. — К., 1994, 1995 (у співавторстві);
- Українська народність: Нариси соціально-економічної і етнополітичної історії. — К., 1994 (у співавторстві);
- Історія України: Курс лекцій для вузів. — К., 1991 (у співавторстві);
- Вспомогательные исторические дисциплины: Историография, теория. — К., 1988 (у співавторстві);
- Историография Украинской ССР. — К., 1986 (у співавторстві);
- Зібрання творів І. Я. Франка у 50-ти т. — Т. 46. — Кн. 2. — К., 1986 (упорядник);
- Історія Києва. — Т. 2. — К., 1983 (рос. Мовою); К., 1986 (укр. мовою) (у співавторстві);
- История Украинской ССР: В 10-ти т. — Т. 2. — К., 1982, Т. 3. — К., 1983 (у співавторстві);
- Дружба и братство русского и украинского народов. — Кн. 1. — К., 1982 (у співавторстві);
- Історія Української РСР: У 8-ми томах — Т. 2. — К., 1979 (член редколегії, відповідальний секретар, у співавторстві);
- Палеографія українського скоропису другої половини XVII ст. — К., 1974.
- Проблемы палеографии и кодикологии в СССР. — М., 1974 (у співавторстві).